# Todd McFarlane
Todd McFarlane (Calgary, 16 maart 1961) is een Canadees comictekenaar en -uitgever. Hij brak door bij het mainstreampubliek toen hij in 1988 door Marvel Comics werd aangesteld als nieuwe vaste tekenaar van  The Amazing Spider-Man, te beginnen met nummer #298. McFarlane is de bedenker van onder meer Venom en Spawn.

## Spawn
Nadat zijn populariteit begon te stijgen, richtte McFarlane in 1992 met vijf andere tekenaars de uitgeverij Image Comics op. Zij hadden er genoeg van dat alle personages die ze bedachten automatisch eigendom werden van de uitgeverijen waar ze voor werkten (voornamelijk Marvel Comics en DC Comics). Onder het label van Image Comics begon ieder van hen een zelfbedachte titel, waarvan zij zelf volledig eigenaar waren. In McFarlanes geval was dat Spawn. De comic sloeg dermate goed aan dat die hem in staat stelde zijn onderneming uit te bouwen tot een eigen bedrijf dat een speler werd in de verkoop van onder meer verschillende comictitels, eigen speelgoed (McFarlane Toys, dat met name action figures maakt) en (animatie)films (Todd McFarlane Entertainment). De stripreeks zelf was in 2019 inmiddels toe aan nummer #300, een deel met een cover waarop hij een hommage brengt aan de omslag van de ruim dertig jaar ook door hem getekende Amazing Spider-Man #300.

## Tekenloopbaan
McFarlanes tekenwerk verscheen voor het eerst in druk toen hij achter in uitgaves van de titel Coyote (van Epic Comics) het back up-verhaal Scorpio Rose mocht tekenen. Het eerste deel waarin dat gebeurde was nummer #11 in 1984. Comicgigant DC Comics stelde hem een jaar later aan als tekenaar van Infinity, Inc., een serie over een team superhelden. Daarin werden de eerste contouren zichtbaar van een eigen uitbundige tekenstijl die de Canadees zich meester maakte. De tweede grote speler op de comicmarkt destijds, Marvel Comics, gaf McFarlane vanaf 1987 een baan als tekenaar van een van hun grotere titels The Incredible Hulk. Hij zette daarin de wording van zijn flamboyante tekenstijl voort en zette Hulk neer op een totaal andere manier dan tekenaars voor hem. McFarlanes tekenstijl kenmerkte zich door een groot gebruik van details, buitenproportionele lichaamsverhoudingen en wapperende gewaden.
Marvel Comics zag in 1988 wel iets in McFarlane als tekenaar van The Amazing Spider-Man, eveneens een van hun langstlopende en succesvolste titels. Het werk van de Canadees op de serie sloeg dermate goed aan, dat de uitgeverij hem twee jaar en 28 nummers later een eigen Spiderman-serie aanbood. Hij was in voorgaande periode onder meer de medebedenker en eerste vormgever van het personage Venom, een soort anti-Spiderman. Zijn eigen titel kwam in 1990 op de markt als Spider-Man #1, waarvan hij vijftien van de eerste zestien nummers tekende én schreef.
McFarlane verliet vervolgens Marvel Comics om Image mede op te richten. Het beginnen van de titel Spawn was het begin van het einde van McFarlanes tekenwerkzaamheden. Hij tekende en schreef de eerste zeven delen, waarna hij voor deel #8-11 het schrijfwerk uit handen gaf aan Alan Moore, Neil Gaiman, Dave Sim en Frank Miller. Sims eigen personage Cerebus had in die periode een gastoptreden in Spawn. Voor de nummers #16-20 gaf McFarlane voor het eerst het tekenwerk van Spawn uit handen, aan Greg Capullo. Deze werd met ingang van nummer #26 de vaste tekenaar van de titel. McFarlane inkte en schreef Spawn nog tot #70, waarna hij enkel eigenaar en eindverantwoordelijke werd. Sindsdien tekent hij sporadisch delen of covers van verschillende titels.

## Prijzen
- 1988 Will Eisner Comic Industry Awards - genomineerd voor beste tekenaar (voor Incredible Hulk)
- 1989 Will Eisner Comic Industry Awards - genomineerd voor beste tekenaar (voor Amazing Spider-Man)